# Tommy Smith (autocoureur)
Tommy Smith (Melbourne, 6 juni 2002) is een Australisch autocoureur.

## Carrière
Smith begon zijn carrière in het formuleracing in de Nieuw-Zeelandse Formule Ford in de winter van 2017-2018. Hij eindigde het seizoen als achttiende, met een podiumfinish op Teretonga Park als hoogtepunt. In 2018 debuteerde hij in het Australische Formule 4-kampioenschap, waarin hij voor het Team BRM uitkwam. Zijn beste resultaat was een vierde plaats op de Pukekohe Park Raceway en hij werd met 99 punten achtste in de eindstand.
In 2019 begon Smith het jaar in de Toyota Racing Series, waarin hij voor Giles Motorsport reed. Een achtste plaats op het Manfeild: Circuit Chris Amon was zijn beste resultaat en hij werd met 101 punten veertiende in het kampioenschap. Aansluitend reed hij een dubbel programma in de Australische Formule 4 en het Aziatische Formule 3-kampioenschap. In de Formule 4 reed hij voor Team BRM en miste hij twee raceweekenden. Vijf vierde plaatsen waren zijn beste resultaten en hij werd met 106 punten zevende in de eindstand. In de Formule 3 kwam hij uit voor Pinnacle Motorsport en reed hij alle races. Een achtste plaats in de seizoensfinale op het Shanghai International Circuit was zijn beste resultaat en hij werd met 11 punten achttiende in het kampioenschap.
In de winter van 2019 op 2020 reed Smith een tweede seizoen in de Aziatische Formule 3 bij Absolute Racing. Hij behaalde zijn beste race-uitslagen met twee zesde plaatsen in het laatste raceweekend op het Chang International Circuit. Met 48 punten verbeterde hij zichzelf naar de tiende plaats in de eindstand. Aansluitend zou hij zijn debuut maken in de Eurocup Formule Renault 2.0 bij het team JD Motorsport. Vanwege de reisbeperkingen rondom de coronapandemie kon hij echter gedurende het seizoen niet in actie komen.
In 2021 begon Smith het seizoen in het S5000 Australian Drivers' Championship, waarin hij voor BRM deelnam aan het eerste raceweekend op de Symmons Plains Raceway. Aansluitend debuteerde hij alsnog in Europa in het Formula Regional European Championship bij JD Motorsport. Hij kende hier echter een moeilijk seizoen, waarin hij niet verder kwam dan een zeventiende plaats op het Circuit Paul Ricard. Zodoende eindigde hij puntloos op plaats 31 in het kampioenschap. Ook reed hij in drie raceweekenden van het GB3 Championship bij Douglas Motorsport. Twee twaalfde plaatsen op het Snetterton Motor Racing Circuit en Silverstone waren hier zijn beste klasseringen.
In 2022 reed Smith een volledig seizoen in het GB3 Championship bij Douglas. In het eerste weekend op Oulton Park behaalde hij zijn eerste podiumfinish, voordat hij op het Circuit de Spa-Francorchamps een race wist te winnen. Vanwege mindere resultaten in de overige races werd hij slechts negentiende in de eindstand met 136,5 punten. Hij sloot het seizoen af in het Australische Formule 3-kampioenschap, waarin hij voor Tim Macrow Racing als gastcoureur deelnam aan het laatste raceweekend op het Phillip Island Grand Prix Circuit.
In 2023 debuteerde Smith in het FIA Formule 3-kampioenschap bij Van Amersfoort Racing. Een twaalfde plaats in zijn thuisrace op het Albert Park Street Circuit was zijn beste resultaat, waardoor hij puntloos op plaats 27 in het klassement eindigde.
In 2024 begon Smith het jaar in het Formula Regional Oceania Championship (FROC), waarin hij in de eerste drie raceweekenden voor Mtec Motorsport reed. Hij behaalde een podiumfinish op de Manfeild Autocourse en werd met 144 punten achtste in de eindstand. Vervolgens keerde hij terug naar de FIA Formule 3 bij Van Amersfoort Racing. Hij behaalde zijn enige top 10-finish met een vierde plaats in een natte race op Silverstone. Met 12 punten werd hij twintigste in de eindstand.
In 2025 begint Smith het jaar wederom in het FROC, waar hij twee van de vijf raceweekenden voor Giles Motorsport rijdt. Vervolgens gaat hij in de Verenigde Staten racen en komt hij voor HMD Motorsports uit in de Indy NXT.